# Paul Bernardoni
Paul Bernardoni (Évry, 18 april 1997) is een Frans voetballer die speelt als doelman. Hij tekende in januari 2024 een contract bij Yverdon-Sport FC, dat hem overnam van het Turkse Konyaspor.

## Clubcarrière
Bernardoni voetbalde in de jeugd van AS Lieusaint en Linas Montlhery voordat hij in 2013 in de jeugdopleiding van Troyes AC terechtkwam. Hij debuteerde op 12 april 2014 in het reserveteam (uitkomend in de CFA 2) in de wedstrijd tegen de reserves van FC Metz. In juli 2014 tekende hij zijn eerste professionele contract, dat hem tot medio 2017 aan de club bond.
Bernardoni speelde op 6 maart 2015 zijn eerste professionele wedstrijd in de Ligue 2 tegen Clermont Foot. In juli 2015 verlengde hij zijn contract met twee seizoenen, tot medio 2019. In 2015 werd Bernardoni met Troyes AC kampioen van de Ligue 2. Zijn debuut in de Ligue 1 volgde op 8 augustus 2015 tegen Gazélec FCO Ajaccio.
Op 31 januari 2016 werd Bernardoni voor het restant van het seizoen verhuurd aan Girondins de Bordeaux, dat tevens een optie tot koop bedong. Eerste doelman Cédric Carrasso was de rest van het seizoen uitgeschakeld door een knieblessure en Bernardoni moest de concurrentie aangaan met Jérôme Prior om een plek onder de lat. Aan het einde van het seizoen besloot Bordeaux om de optie in zijn contract te lichten. Gedurende het seizoen 2016/17 was hij derde doelman en kwam hij niet tot speelminuten in het eerste elftal.
Bernardoni bracht het seizoen 2018/19 op huurbasis door bij Nîmes Olympique en kwam tot 40 optredens. Op 1 juli 2019 werd de huurperiode met één seizoen verlengt. Gelijktijdig verlengde hij zijn contract bij Bordeaux met twee seizoenen.

## Statistieken
| Seizoen | Club                     | Land      | Competitie | Competitie | Competitie | Beker | Beker | Totaal | Totaal |
| Seizoen | Club                     | Land      | Competitie | Wed.       | Dlp.       | Wed.  | Dlp.  | Wed.   | Dlp.   |
| ------- | ------------------------ | --------- | ---------- | ---------- | ---------- | ----- | ----- | ------ | ------ |
| 2014/15 | Troyes AC                | Frankrijk | Ligue 2    | 1          | 0          | 0     | 0     | 1      | 0      |
| 2015/16 | Troyes AC                | Frankrijk | Ligue 1    | 14         | 0          | 1     | 0     | 15     | 0      |
| 2015/16 | → Bordeaux (huur)        | Frankrijk | Ligue 1    | 7          | 0          | 0     | 0     | 7      | 0      |
| 2016/17 | Bordeaux                 | Frankrijk | Ligue 1    | 0          | 0          | 0     | 0     | 0      | 0      |
| 2017/18 | → Clermont Foot (huur)   | Frankrijk | Ligue 2    | 38         | 0          | 0     | 0     | 38     | 0      |
| 2018/19 | → Nîmes Olympique (huur) | Frankrijk | Ligue 1    | 38         | 0          | 2     | 0     | 40     | 0      |
| 2019/20 | → Nîmes Olympique (huur) | Frankrijk | Ligue 1    | 0          | 0          | 0     | 0     | 0      | 0      |

Laatst bijgewerkt op 1 augustus 2019
2 Guessoum ·
6 Doukansy ·
7 Wade ·
8 Lorens ·
9 Mbina ·
11 Thoumin ·
12 Sacko ·
14 Mexique ·
16 Dias ·
17 Labonne ·
18 Picouleau ·
19 Sbaï ·
20 Delpech ·
21 Diallo ·
22 Mendy  ·
24 Doucouré ·
25 Burner ·
26 Sy ·
27 Ngakoutou ·
29 Paviot ·
30 Nazih ·
Coach: Bompard